# Arctoconopa cinctipennis
Arctoconopa cinctipennis är en tvåvingeart som först beskrevs av Alexander 1918.  Arctoconopa cinctipennis ingår i släktet Arctoconopa och familjen småharkrankar. Inga underarter finns listade i Catalogue of Life.